# IC 2695
IC 2695 је елиптична галаксија у сазвјежђу Лав која се налази на листи објеката дубоког неба у Индекс каталогу.
Деклинација објекта је + 13° 43' 39" а ректасцензија 11h 17m 48,6s. Привидна величина (магнитуда) објекта IC 2695 износи 15,3 а фотографска магнитуда 16,3.